# Fundacja Sztuki Współczesnej – In Situ
Fundacja Sztuki Współczesnej – In Situ to fundacja wspierająca szeroko rozumianą działalność artystyczną oraz edukacyjną. In Situ została założona w 2004 w Podkowie Leśnej przez Zygmunta Rytka i Bożennę Biskupską. We wrześniu 2012 przeniesiono główną siedzibę do Warszawy, a prezesem fundacji została Zuzanna Fogtt.
W ramach działalności fundacji są organizowane różnorodne projekty artystyczne: wystawy, performance, koncerty, warsztaty, rzeźby miejskie, sztuka w przestrzeni publicznej oraz spotkania, akcje społeczne i ekologiczne, wykłady, a także cykliczne festiwale (Passengers, Konteksty, Hommage à Kieślowski). Od 2007 głównym projektem fundacji jest odbudowa dawnego spalonego Sanatorium dr. Brehmera w miejscowości Sokołowsko oraz stworzenie Międzynarodowego Laboratorium Kultury (m.in. w 2009 powołano Archiwum Twórczości Krzysztofa Kieślowskiego).

## Projekty

### Festiwale

#### Hommage à Kieślowski

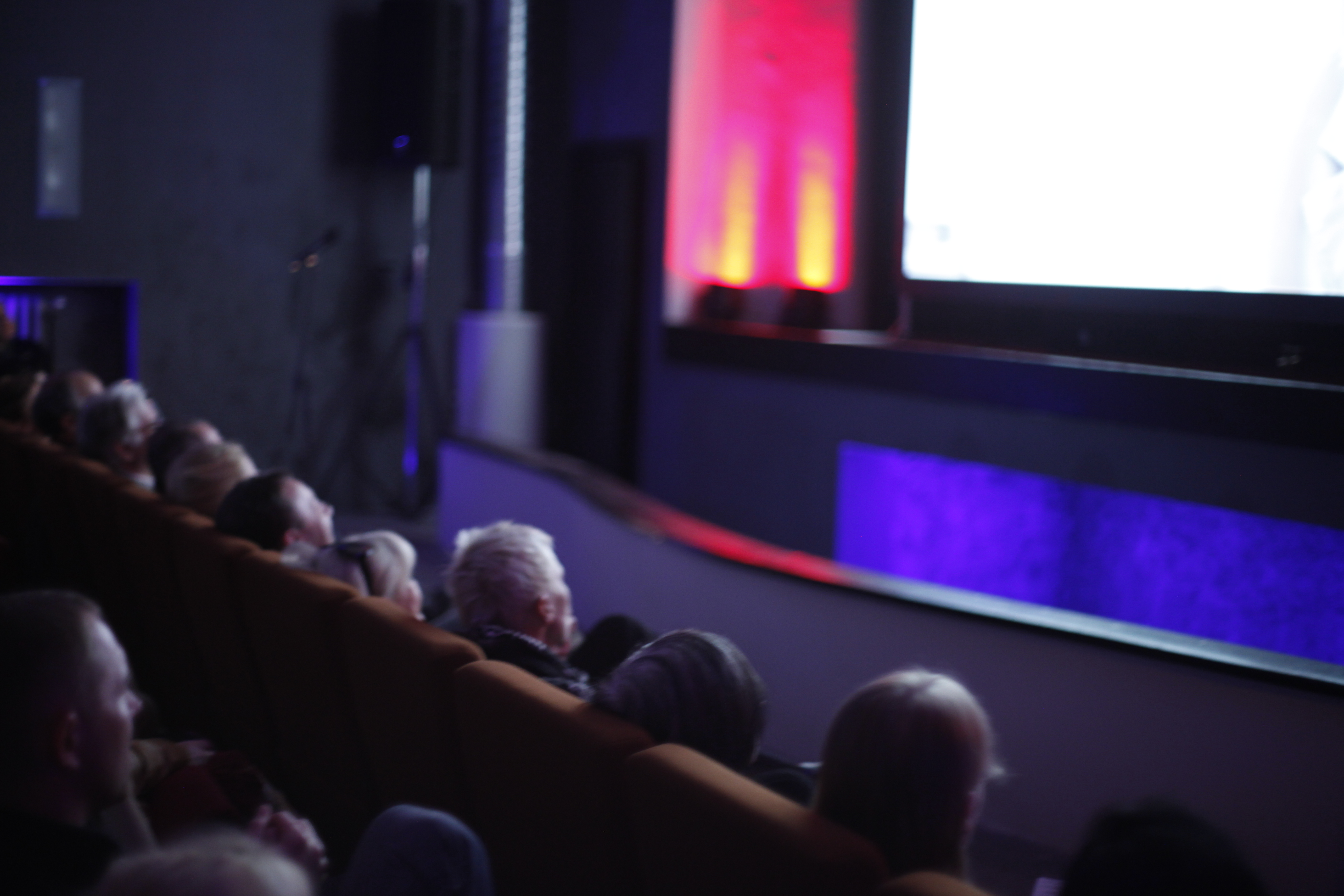
Sokołowsko Festiwal Hommage à Kieślowski 2011

Od 2011 fundacja In Situ co roku we wrześniu organizuje międzynarodowy festiwal filmowy Hommage à Kieślowski w Sokołowsku, w którym reżyser Krzysztof Kieślowski spędził swoje dzieciństwo. W ciągu kilku dni trwania imprezy pokazywane są filmy współczesne, zarówno silnie nawiązujące do twórczości Kieślowskiego, jak i inne. Co roku w skład Festiwalu wchodzi kilkadziesiąt projekcji w kino-teatrze Zdrowie oraz w kinach plenerowych. Odbywają się również panele dyskusyjne, koncerty muzyki filmowej, wystawy, prowadzone są warsztaty oraz spotkania z aktorami i reżyserami.
W festiwalu brali udział m.in.: Ewa Błaszczyk, Katarzyna Figura, Agnieszka Holland, Dorota Kędzierzawska, Marcel Łoziński, Zbigniew Preisner, Małgorzata Szumowska, Zbigniew Zamachowski, Krystyna Janda, Jerzy Stuhr, Artur Barciś, Gabriela Muskała, Jacopo Quadri, Adam Woronowicz, Krzysztof Piesiewicz, Kinga Dębska, Miroslav Janek, Borys Szyc, Marzena Trybała, Magdalena Łazarkiewicz, Marin Karmitz, Petr Zelenka.
W 2019 tematem przewodnim festiwalu był film “Trzy kolory: Czerwony”. Kuratorami festiwalu byli Diana Dąbrowska, Michał Oleszczyk, Petr Vlček oraz Mikołaj Jazdon.

#### Konteksty – Międzynarodowy Festiwal Sztuki Efemerycznej w Sokołowsku
Konteksty to międzynarodowe wydarzenie artystyczne i edukacyjne, którego celem jest uchwycenie oraz prezentowanie szeroko rozumianej sztuki efemerycznej. Festiwal odbywa się w Sokołowsku każdego lata. Program festiwalu obejmuje realizacje performance, działania artystów na żywo, prezentacje dokumentacji z różnych działań artystycznych oraz pokazy monograficzne, pokazy filmowe, wystawy, instalacje, warsztaty, a także konferencje naukowe, panele dyskusyjne, wykłady i spotkania z artystami. Pierwsza edycja w 2011 była poświęcona sztuce konceptualnej – od lat awangard lat 70. po współczesność – i twórczości Jana Świdzińskiego – artysty intermedialnego, performera, krytyka sztuki i filozofa. Jego manifest Sztuka jako sztuka kontekstualna (1976) stał się mottem dla całego wydarzenia. Program drugiej edycji (2012) został zbudowany wokół sztuki Zbigniewa Warpechowskiego. Wzięło w nim udział ponad sześćdziesięciu artystów, krytyków i historyków sztuki z wielu krajów. Tematem trzeciej edycji Kontekstów było Powietrze, w różnorakich odniesieniach i uwarunkowaniach. Festiwal dedykowany był także twórczości Jerzego Beresia, który odszedł w grudniu 2012, a podczas festiwalu Konteksty 2012 wykonał swój ostatni performance.
Kolejne edycje Kontekstów honorowały pracę Zygmunta Rytki, Alaistaira MacLennana, Richarda Demarco, Andrzeja Mroczka, i Józefa Robakowskiego. W ramach festiwalu artyści eksperymentowali z ideą i materią wody, powietrza i emigracji, a także podejmowali tematy przewodnie “Tak to jest” (2017) i “Ciało Obce” (2018).
Konteksty 2019 odbyły się w lipcu 2019. Tematem przewodnim festiwalu było pytanie “Wszystko już było?”, kuratorką festiwalu była Małgorzata Sady.

#### Międzynarodowy Festiwal Sztuki Publicznej Passengers

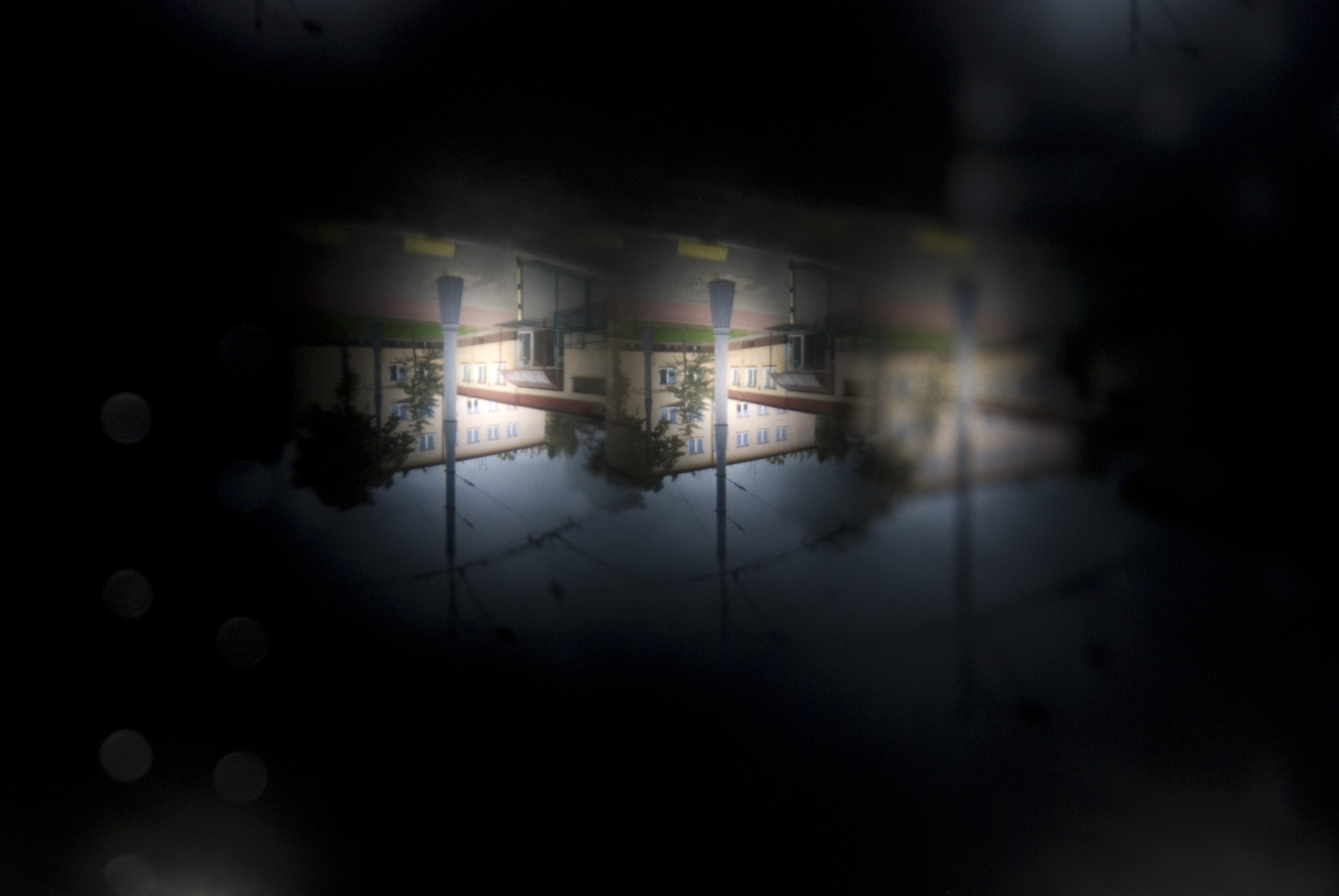
Tram Obscura

Oryginalną formę przyjął festiwal Passengers realizowany od października 2007. Składały się nań różnorodne praktyki i wydarzenia artystyczne, które eksplorowały i ingerowały w przestrzeń miejską Warszawy. Pierwszym z nich było stworzenie przestrzeni doświadczenia miasta jako filmu w linii tramwajowej Passengers, funkcjonującej przez cały tydzień. Tram Obscura, zaprojektowany przez Simona Lee, został oklejony folią nieprzepuszczającą światła, w której wytłoczone było 1000 drobnych otworów. Przez nie do wnętrza dostawały się obrazy mijanego miasta, które odbijały się na ekranach z pleksi, filtrowanych dodatkowo przez system soczewek.

W 2008 fundacja zorganizowała serię wydarzeń artystycznych w różnych częściach Warszawy. Głównym problemem, na który chciano zwrócić uwagę, były zamykane, odgradzane i prywatyzowane przestrzenie miejskie, np. zamknięte osiedla. 

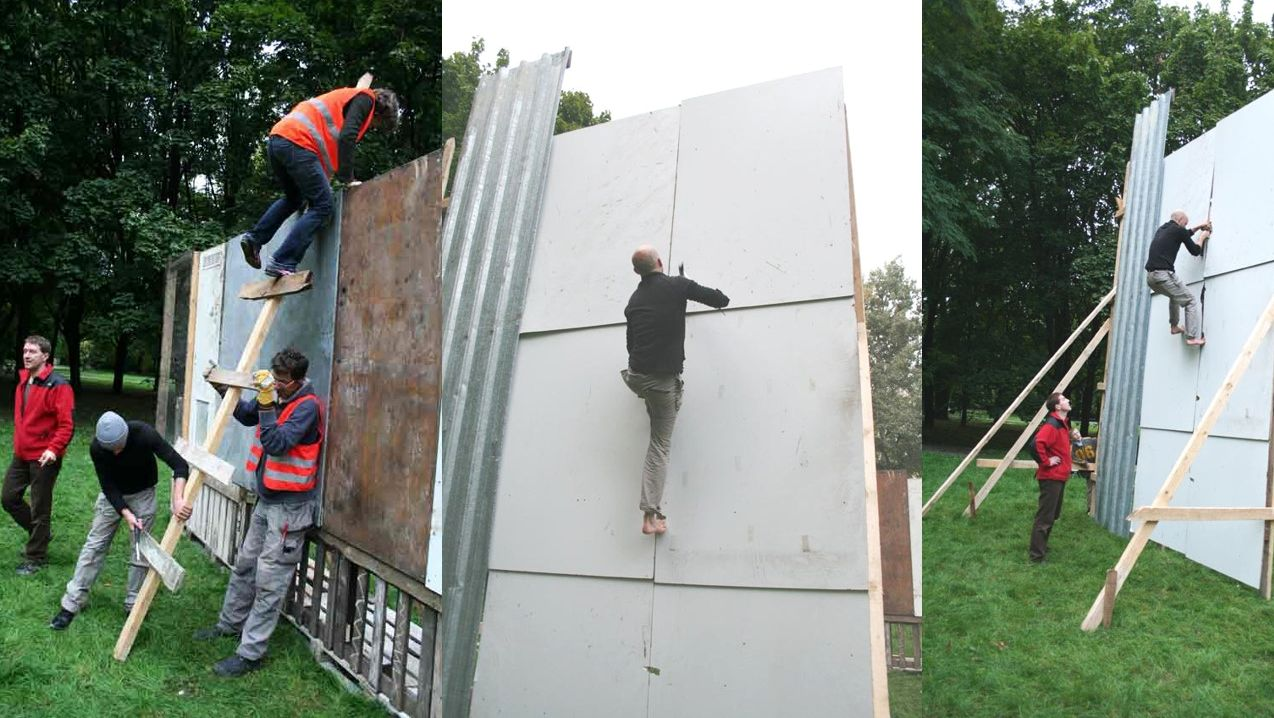
Folke Köbberling and Martin Kaltwasser performance.

Między innymi Folke Köbberling oraz Martin Kaltwasser we współpracy z Heath Bunting zrealizowali performance w Parku przy CSW (Centrum Sztuki Współczesnej), który polegał na budowaniu oraz przekraczaniu sztucznych ogrodzeń. Wilczy Chór Warszawy naśladując groźne wilki wystąpił nocą przed bramami warszawskich osiedli natomiast Zuzanna Fogtt i Piotr Lachmann na Placu Konstytucji zorganizowali akcję sprzedaży fikcyjnych kawałków Muru Berlińskiego wraz z projekcją filmu dokumentalnego.
Kolejna, trzecia odsłona festiwalu odbyła się we wrześniu 2009 pod hasłem Money for Nothing – Manifest na kryzysowe czasy. Artyści i działacze postanowili zaproponować swoje sposoby poradzenia sobie z narastającym kryzysem tak w sferze ekonomicznej jak artystycznej. W akcji AAAAAAAA! grupy grafików Krecha pokazano jak działania artystów i „wirus wolności” mogą zaistnieć w urynkowionej przestrzeni publicznej, czyli tam gdzie nie ma dla nich miejsca – w ogłoszeniach drobnych Gazety Wyborczej. Roland Schefferski w imię rozrzutności i potlaczu idei rozrzucał po mieście żetony przypominające złotówki, których wartość wymienną ustalano na drodze komunikacji, krążenia słów i koncepcji. Realizowano performance (Hit the Ground grupy RELAX Studios) i stawiano instalacje (255 000 franków Anny Okrasko), a także wpuszczano do sieci artystyczne nagrania będące parodią działalności banków (O złotych brutto Piotra Lachmanna).

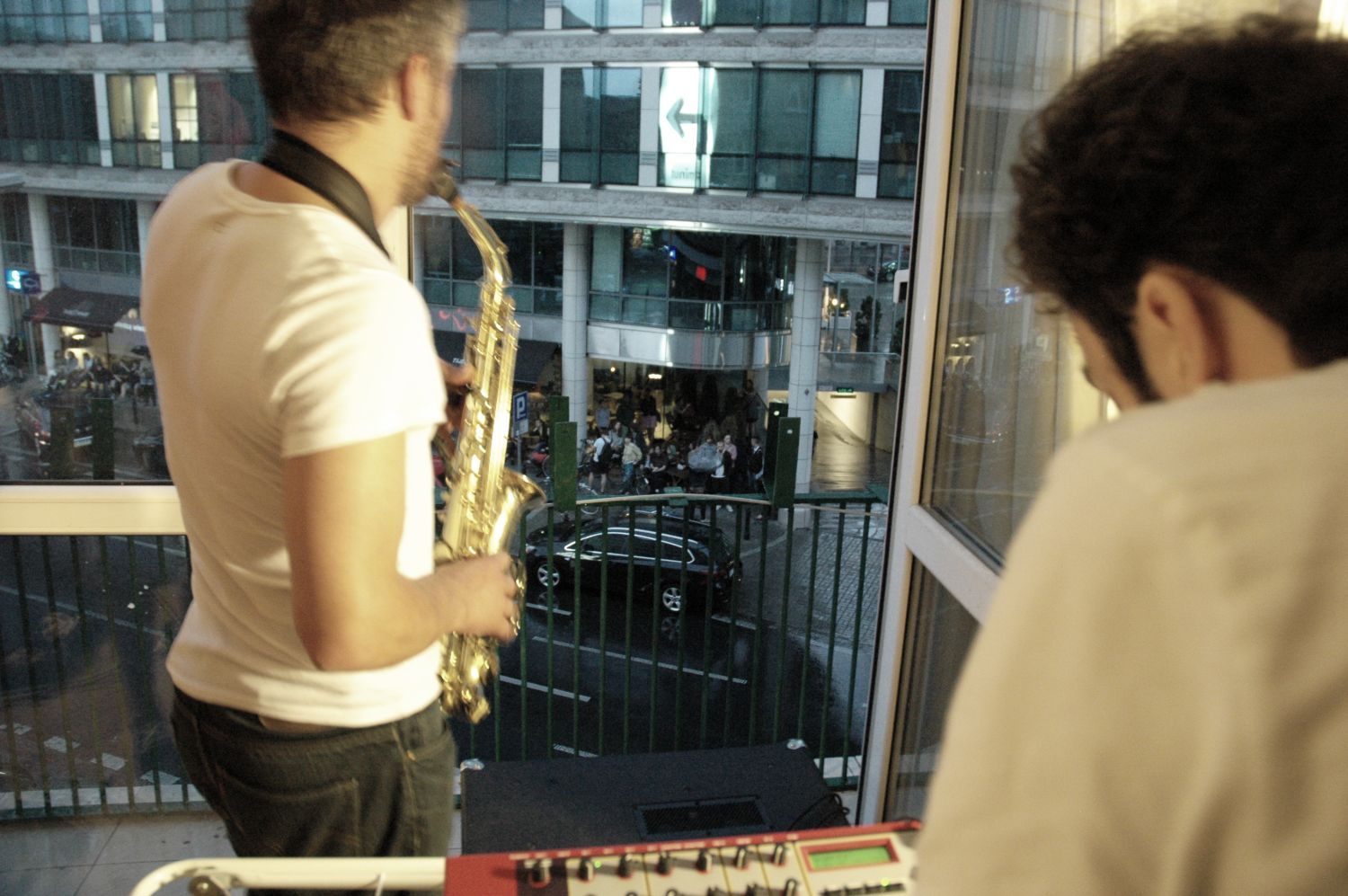
Koncerty Balkonowe 2012

W ramach piątej edycji festiwalu w czerwcu 2012 zrealizowano projekt Uśmiech Warszawy, Koncerty Balkonowe przy współpracy z wytwórnią muzyczną LADO ABC. Wzdłuż ulicy Mokotowskiej, układającej się w kształt uśmiechu, na balkonach jako miejskich scenach zagrali twórcy sceny niezależne (DJ Lenar, Hubert Zemler, Maćko Korba, Paweł Szamburski, Macio Moretti, Piotr Bukowski, Jerzy Rogiewicz, Tomek Duda, Bartosz Weber, Patryk Zakrocki, Bartłomiej Tyciński, oraz Olga Mysłowska, Radek Duda i Piotr Zabrodzki). Dodatkowo w witrynach sklepowych i kawiarnianych umieszczono wystawę pt. Historia przychodzi do Ciebie prezentującą zdjęcia sprzed 1939, a Leszek Krutulski przeprowadził swoją akcję fotograficzną Półportrety.

### Projekty edukacyjne

#### Miasto jako galeria
Cykl wykładów i warsztatów skierowanych do uczniów, studentów oraz wszystkich zainteresowanych zagadnieniom architektury i urbanistyki. Po raz pierwszy został zrealizowany w 2011, w ramach którego podejmowano najróżniejsze zagadnienia (konkretnych działań artystycznych i społecznych, problematyce osiedli zamkniętych, architekturze galerii sztuki, sposobom opowiadania historii miejskich, ukazywaniu miasta w muzyce, rzeźbie czy malarstwie). W 2012 tematyka spotkań edukacyjnych była skupiona wokół modernizmu (w szczególności architekturze modernistycznej i kolejowej w Warszawie, budynkom użyteczności publicznej, sakralnej architekturze modernistycznej). Zorganizowano wykłady, warsztaty (filmowe, plastyczne, fotograficzne) i wycieczki. Podobny charakter miała akcja Śródmieście jako galeria (09-11.2011) skierowana do uczniów szkół podstawowych i liceum. Podjęte problemy dotyczyły roli sztuki w rewitalizacji regionu.

#### Industriada

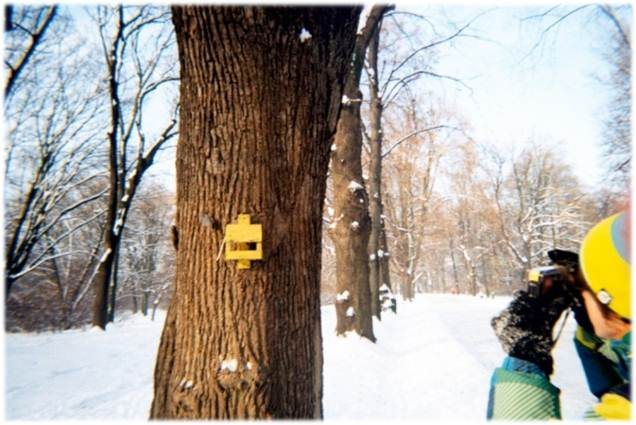
Warsztaty ornitologiczno-fotograficzne, Industriada 2012

Projekt Industriada zrealizowany w maju 2012 i 2011 był poświęcony zagadnieniom rewitalizacji zapomnianych miejsc w przestrzeni miejskiej Warszawy (głównie Pragi Północ), z wykorzystaniem różnych form ekspresji artystycznej. Dzieci i młodzież licealna uczestniczyła w wykładach oraz warsztatach, w których tworzyli własne projekty rewitalizacyjne. Odbyły się również warsztaty plastyczne, muzyczne, fotograficzno-ornitologiczne na terenie Parku Skaryszewskiego oraz Praska gra miejska.

#### Infrastruktura Kultury
Projekt badawczy zrealizowany w 2011 na zlecenie Narodowego Centrum Kultury. Przedmiotem był wpływ polityki spójności UE w obszarze inwestycji w infrastrukturę kultury na atrakcyjność polskich miast. Skoncentrowano się na Warszawie, Łodzi, Wrocławiu, Szczecinie i Olsztynie. Wyniki badań przedstawiły wybrane studia przypadku w kontekście polityki przestrzennej i rozwojowej badanych ośrodków, ich strategii na najbliższe lata, oraz celów. Projekt prowadzony był przez zespół pod kierownictwem Katarzyny Wojnar.

#### Warsztaty filmowo-artystyczne

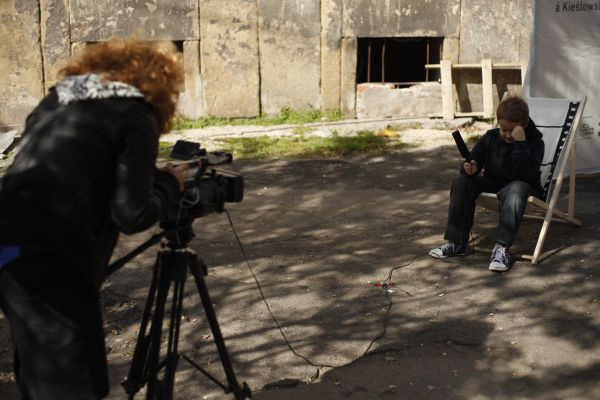
Sokołowsko Festival Hommage á Kieślowski 2011, Gadające głowy

W ramach działalności fundacji organizowane są cykle warsztatów filmowo-artystycznych. W Warsztatach filmowo-artystycznych w Sokołowsku (październik 2010 r.) brali udział studenci z Łódzkiej Szkoły Filmowej. Pod opieką Marii Zmarz-Koczanowicz, Ryszarda Brylskiego oraz Andrzeja Mellina, Sławomira Kalwinka i Leszka Dawida przygotowywali filmy dokumentalne na podstawie wywiadów z mieszkańcami. Były one prezentowane w Kinie Zdrowie. We wcześniejszej edycji (maj 2010 r.) warsztaty odbyły się przy współpracy z Akademią Sztuk Pięknych i Wydziału Radia i Telewizji Uniwersytetu Śląskiego z Katowic. Wszyscy jesteśmy reżyserami był natomiast skierowany do uczniów szkół podstawowych i gimnazjalnych. Jego celem było nie tylko zapoznanie się ze sztuką filmową i rozwijaniem umiejętności, ale także aktywizowaniem młodzieży jako reżyserów swojego środowiska. Uczestnicy przez dwa dni tworzyli własne filmy związane w pierwszej edycji z hasłami: moda, wczoraj, paczka, a w drugiej: wypłata, dachówka, czas leci. Zorganizowano również konkurs, w którym dzieci i młodzież mieli stworzyć filmy na temat własnego podwórka.
Organizowano również warsztaty integracyjno-plastyczne jak Miejsce i jego genius loci (2008 r.) Horyzonty kultury (2008 r.) czy Sztuka nie potrzebuje słów (2006 r.) oraz spotkania poświęcone muzyce Ochota na Jazz w 2011.

### Projekty artystyczne

#### Ceremoniał
Jedną z ważniejszych inicjatyw fundacji w 2012 była organizacja międzynarodowej wystawy polskiej sztuki współczesnej Ceremoniał w Sankt-Petersburgu wraz z Centrum Kultury Krasnoye Znamya. Kuratorami ekspozycji byli Marcin Krasny i Katya Shadkovska. Wystawa zbiorowa stanowiła rodzaj artystycznej reakcji na coraz silniejszą (nie tylko w Polsce) rytualizację pożegnań postaci publicznych. Prace Huberta Czerepoka, Wojtka Doroszuka, Poli Dwurnik, Michała Frydrycha, Maurycego Gomulickiego, Zuzanny Janin, Krzysztofa Kieślowskiego, Szymona Kobylarza, Grzegorza Kowalskiego, Jacka Malinowskiego, Anny Molskiej, Anny Orlikowskiej, Aleka Polis, Zbigniewa Rogalskiego, Mariusza Tarkawiana, Zbigniewa Warpechowskiego ukazywały zarówno prywatne metody rytualizacji śmierci, jak i publiczne sposoby otaczania jej oficjalnym ceremoniałem. Obok nich znalazły się propozycje możliwości pozbycia się traum związanych ze śmiercią przez wpisanie jej w porządek dnia codziennego.

#### Wystawy w Galerii FPSW
W 2012 zorganizowano szereg wystaw młodych artystów w Galerii FPSW (Fundacja promocji sztuki współczesnej), których kuratorem był Antoni Burzyński. W czerwcu można było zobaczyć pracę Juli Bistuły DE-rzeźby z tworzyw sztucznych (foliowych torebek), która nawiązuje do deformacji nasilających się w środowisku poprzez ingerencję człowieka. W tym samym czasie zaprezentowano dokumentację projektu Kamila Szejnocha For What, który miał miejsce w Birmingham w 2011 oraz który stanowił artystyczną ingerencję w przestrzeń miejską. W sierpniu odbyła się wystawa Jakuba Słomkowskiego Święty/animal – Nic co ma opis z różnych mediów układająca się w indywidualną historię. Następnie wystawiono prace Sebastiana Kroka utrzymane w konwencji Neue Wilde poświęcone przeżywaniu i rytuałom śmierci. Ostatnią wystawą w 2012 była Z dupy wystawa Pauliny Antoniewicz, która stanowiła część szerszych badań nad kulturą współczesną.

#### Meta-Biel

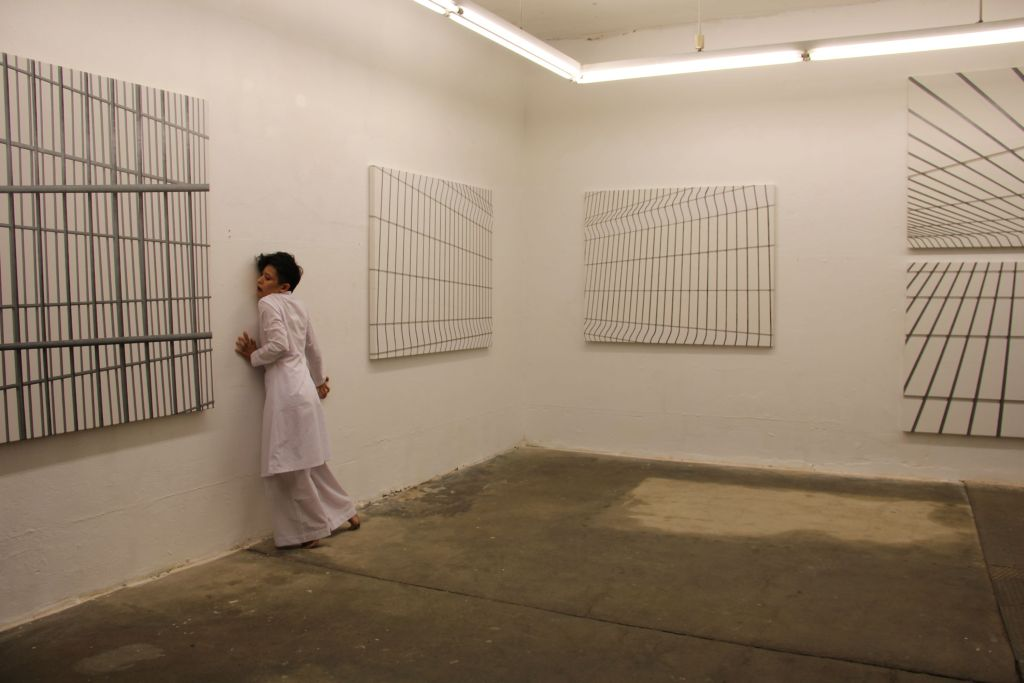
Meta Biel, Miho Iwata

We Freies Museum w Berlinie 2011 miała miejsce kolejna międzynarodowa wystawa fundacji pt. Meta-Biel (niem. Meta-Weiss). Stanowiła ona odpowiedź na artystyczne poszukiwania nowych przestrzeni w kulturze współczesnej, bazujących na pojęciu „bieli”, jako punkcie wyjścia. Wystawa w berlińskim muzeum stanowiła ekspozycję prac polskich artystów różnych pokoleń, którzy eksplorują znaczenie bieli – tak metaforyczne jak materialne. W swojej twórczości poruszają takie tematy, jak potencjalność dzieła oraz początek i koniec. W projekcie wzięli udział: Bożenna Biskupska, Jakub Ciężki, Łukasz Głowacki, Miho Iwata, Kōji Kamoji, Róża Litwa, Sławomir Marzec, Roman Opałka, Sławomir Pawszak, Joanna Polak, Zygmunt Rytka, Mikołaj Smoczyński, Roland Schefferski, Zbigniew Warpechowski, Noah Warsaw, Edyta Wolska, Urszula Ślusarczyk. Kuratorką wystawy była Jolanta Męderowicz. Ekspozycji towarzyszył koncert Andrzeja Rzymkowskiego oraz performance zrealizowane przez Noah Warsaw, Kōji Kamoji, Miho Iwatę i Łukasza Głowackiego. Wystawa była częścią programu kulturalnego towarzyszącego polskiej prezydencji w Parlamencie UE.

#### Ściana ciepła

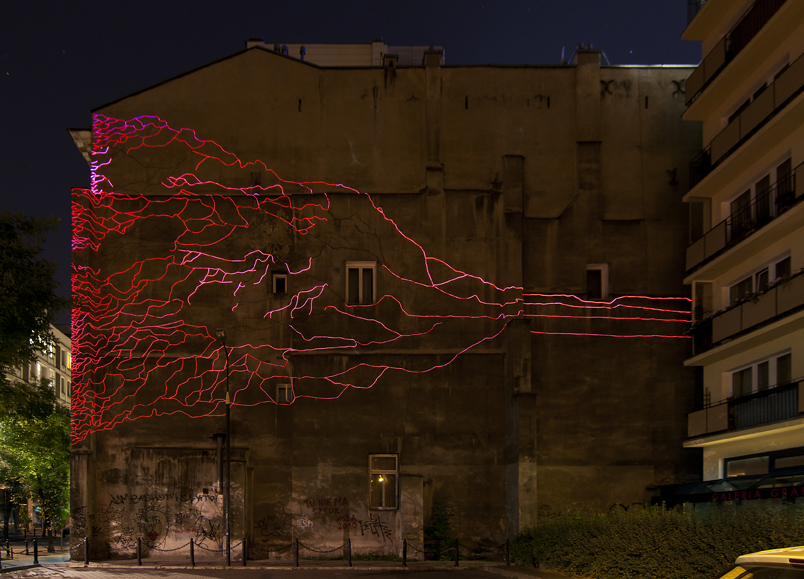
Ściana ciepła, Izabela Żółcińska

Instalacja Izabeli Żółcińskiej Ściana ciepła, którą można było oglądać przez rok (23.09.2010-23.09.2011) na ul. Hożej w Warszawie, stanowiła artystyczną ingerencję w miejską architekturę. Praca mieściła się na bocznej elewacji kamienicy jako chromoterapia szarego, zaniedbanego fragmentu warszawskiego Śródmieścia. Instalacja składała się z 670 m elastycznego neonu. W dzień była widoczna pod postacią czerwonych linii kapilarnego rysunku, po zmierzchu zaś świeciła. Projekt został objęty Patronatem Honorowym Hanny Gronkiewicz-Waltz oraz Narodowego Centrum Kultury.

#### Polish Connection

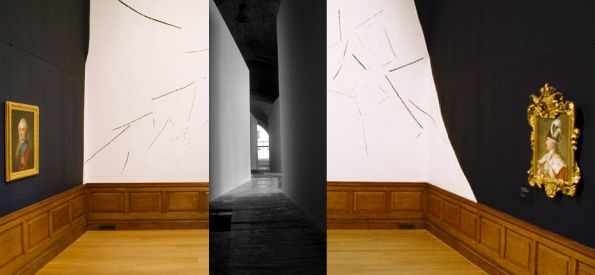
Polish Connection, Londyn 2009 rok

Polish Connection to wystawa, która miała miejsce jednocześnie w Warszawie na Zamku Królewskim oraz w Londynie w Dulwich Picture Gallery (8-9. 2009) w ramach polsko-brytyjskiego projektu Polska!Year. Antoni Malinowski zainspirowany ideą króla Stanisława Augusta Poniatowskiego stworzenia kolekcji obrazów dla Warszawy, zainicjował konceptualny czasoprzestrzenny most między przeszłością a teraźniejszością, między Dulwich Picture Gallery a Zamkiem Królewskim. Przygotował dwie wzajemnie do siebie odnoszące się prace: do Londynu zostały przewiezione obrazy królów polskich i wkomponowane w instalację artysty, a w Arkadach Kubickiego postawiono malowane obiekty definiujące przestrzeń na nowo i zmieniające światło. Z okazji otwarcia wystawy Maria Peszek oraz Daniel Pigoński zrealizowali dźwiękowy performance, natomiast na finisażu miał miejsce performance Ruly Lenskiej – obydwa na podstawie tekstu Martina Crimpa.

#### Respekt dla moderny
W 2009 zorganizowano cykl wykładów poświęconych wartościowym zjawiskom twórczym, które powstały w czasie PRL-u. Spotkania miały miejsce w dolnym pawilonie Warszawy Powiśle. Pierwszy z wykładów pt. Perły na szynach – Architektura kolejowa dotyczył twórczości architektów stacji Powiśle Arseniusza Romanowicza i Piotra Szymaniaka. Drugie spotkanie stanowiło połączenie świątecznego bazaru z ilustrowanym słuchowiskiem o fenomenie polskiej ceramiki z lat 50. Innym razem również swój wykład przeprowadził Grzegorz Piątek pt. Mord-moderna-modernizacja.

#### Energia przekazu
Energia przekazu stanowiła serię wystaw prezentowanych od listopada 2005 do kwietnia 2007. Głównym motywem przewodnim były, jak sama nazwa wskazuje, energia i przekaz jako tematy artystycznej kreacji. Wystawa obejmowała fotografię, instalacje, foto-instalacje, foto-obiekty oraz projekcje filmowe powstałe przede wszystkim w latach 1970–2006 w ramach długoletniej współpracy Antoniego Mikołajczyka, Józef Robakowski oraz Zygmunta Rytka. Ekspozycjom towarzyszyły spotkania autorskie, warsztaty, były dostępne różne publikacje wraz z tekstami autorskimi, tekstami krytycznymi teoretyków i historyka sztuki Jolanty Męderowicz i Ryszarda Kluszczyńskiego. Odbywały się one w różnych miastach Polski: Gorzowie Wielkopolskim (czerwiec-wrzesień 2006), Warszawie (listopad-grudzień 2006), Szczecinie (styczeń-marzec 2007), Lublinie (marzec-kwiecień 2007). Głównym kuratorem została Bożenna Biskupska.

#### Wybrane projekty
W ramach działań fundacji In Situ organizowano liczne spotkania i performance różnych artystów zarówno w przestrzeni galeryjnej, jak i miejskiej m.in. Ines Amado (pt. Zbiorowość Międzyczas) oraz Williama Harris (pt. Tylko martwe ryby płyną z prądem) w 2005, Teresy Murak (pt. Droga, most, wzajemność) w 2006, Macieja Kuraka (pt. Bądź sprytny) w 2007, a także wystawy np. Zygmunta Rytki, Józefa Robakowskiego w Muzeum Wody w Lizbonie w 2006, Bożeny Biskupskiej w Bałtyckiej Galerii Sztuki Współczesnej i Miejskiej Galerii Sztuki w Łodzi w 2010, Zygmunta Rytki oraz Krzysztofa Wojciechowskiego w Zamku Ujazdowskim w Warszawie w 2011, wystawy filmowej Abrahama Ravetta w Sokołowsku w 2010. Dzięki fundacji miało miejsce wiele wydarzeń artystycznych, angażujących artystów i mieszkańców (np. Ogród sztuki w 2006, 2007 i 2008 w Podkowie Leśnej, Rejs po Wiśle z Mariuszem Tarkawianem w 2010 w Warszawie).